# Tachyphonus
Tachyphonus is een geslacht van zangvogels uit de familie Thraupidae (tangaren).

## Soorten
Het geslacht kent de volgende soorten:
- Tachyphonus coronatus  – Kroontangare
- Tachyphonus delatrii  – Taankuiftangare
- Tachyphonus phoenicius  – Roodschoudertangare
- Tachyphonus rufus  – Zwarte tangare
- Tachyphonus surinamus  – Goudkuiftangare